# محمد لاشاف
محمد لشاف، ويُعرف بلقب مومو لشاف، هو لاعب كرة قدم دولي مغربي سابق من مواليد بلجيكا، وُلِد بتاريخ 7 أكتوبر 1967. لعب في مركز الوسط، وبرز في الدوري البلجيكي والفرنسي خلال الثمانينات والتسعينات.

## المسيرة

### المسيرة مع الأندية
نشأ لشاف في مدينة كوسمس قرب مونس البلجيكية، وبدأ مسيرته في نادي LC Mesvinois قبل أن ينضم إلى أكاديمية أندرلخت. شارك مع الفريق الأول بداية من عام 1983، وبرز لاحقًا كلاعب وسط في عدة أندية منها رويال أنتويرب، آر. جي. وافر، وستاندار دو لييج.
في عام 1991، وبعد انتقاله إلى ستاندار، تعرض لإصابة مزدوجة في الساق (كسر في الساق والشظية) خلال مباراة أمام شارلوروا، وغاب عن الملاعب لأكثر من عامين. رغم عودته، لم يستعد مستواه السابق.

### المسيرة الدولية
لعب لشاف مع المنتخب المغربي بين عامي 1991 و1994، وشارك في 6 مباريات دولية وسجل هدفين. كانت أول مشاركة له في لقاء ودي أمام ساحل العاج يوم 13 يناير 1991.

## الألقاب

### مع الأندية
- الدوري البلجيكي: 3 مرات (1985، 1986، 1987) مع أندرلخت.
- كأس بلجيكا: مرة واحدة (1988).